# Joaquina Zamora Sarrate
Joaquina Zamora Sarrate (Zaragoza, 1898 - Ib., 1999) fue una pintora y profesora de dibujo española.

## Trayectoria
Joaquina Zamora nació en Zaragoza y desde pequeña muestra interés por el dibujo y la pintura. Este hecho, la lleva a iniciar sus estudios de dibujo y pintura con el profesor Enrique Gregorio Rocasolano. Durante su infancia y juventud su aprendizaje estuvo definido por la enseñanza privada pero en 1924, la Diputación Provincial de Zaragoza le concedió una beca que le permitió trasladarse a Madrid y matricularse en la Escuela Superior de Pintura, Escultura y Grabado de San Fernando. En esta institución estudió  durante cuatro años, especializándose en bodegones, retratos y temas paisajísticos. 
Cuando Zamora se trasladó a Madrid a formarse como pintora residió en la Residencia de señoritas dirigida por María Maeztu. Este hecho le permitió entrar en contacto con otras mujeres que provenían de distintos puntos de la geografía española y sentían la inquietud de estudiar una carrera universitaria.
En 1919 participó en Zaragoza en una exposición de pintores nóveles, y al llegar a Madrid se hizo miembro de la Asociación Española de Pintores y Escultores.  
Posteriormente, en 1931 obtuvo el título de profesora por dicha institución, lo que le facilitó una independencia económica ya que, paralelamente a su carrera de pintora, pudo ejercer como profesora de Enseñanza Media de Zaragoza y Tarazona, en diferentes colegios e institutos. En 1933 expuso sus pinturas junto a las obras del escultor Ángel Bayod. Ambas exposiciones tuvieron lugar en el Casino Mercantil de Zaragoza. 
Durante la Guerra Civil Española destacó como enfermera recibiendo la Medalla de Campaña por los servicios prestados. 
También viajó a Francia con la Cruz Roja. A su regreso participó activamente en la vida artística de Zaragoza ingresando en el Estudio Goya.  Dio clases en el Instituto Miguel Servet de Zaragoza pero dejó la docencia para abrir una academia de dibujo y pintura, en su domicilio de la calle Pignatelli, 88, en el que estudiaron jóvenes que querían ser pintores. En 1950 volvió a la docencia marchando a Tarazona, para impartir la enseñanza del dibujo en su Instituto.
Obtuvo plaza de Catedrática Numeraria de Institutos Técnicos de Enseñanza Media en 1960, siendo la primera mujer en lograrlo y, tres años después, fue nombrada Consejera nata del Centro de Estudios Turiasonenses que había ayudado a crear y dependía de la Institución «Fernando el Católico».
Falleció poco antes de cumplir los 101 años en Zaragoza.

## Premios
- Primer Premio del Ayuntamiento de Zaragoza en la Exposición-Concurso Rincones y Jardines, en 1943[3]
- Primer Premio del Concurso de copias de la Real Academia de Nobles y Bellas Artes de San Luis de Zaragoza, en 1944.[3]
- Medalla de Oro de Santa Isabel, que le concedió la Diputación de Zaragoza.[3]